# Martín Guillermo Hernández Luna
Martín Guillermo Hernández Luna (Ciudad de México, 1943) es un ingeniero químico, investigador, catedrático y académico mexicano. Se ha especializado en el área de petroquímica y en la investigación de procesos para la fabricación de catalizadores sólidos.

## Estudios y docencia
Cursó la licenciatura en la Facultad de Química de la Universidad Nacional Autónoma de México (UNAM) obteniendo el título de ingeniero químico. Realizó un doctorado en el Institut du Génie Chimique en Francia recibiendo la mención Trois honorable et felicitations por parte del jurado de las universidades de Toulouse y Paul Sabatier. 
Durante varias décadas ha ejercido la docencia en su alma mater. Creó el primer grupo de investigación en ingeniería química y fundó la escuela de catálisis. Por otra parte, ha colaborado en la Escuela Nacional Superior de Ingeniería Química de la  Universidad de Toulouse, en el Institut de Recherches Sur la Catalyse de la Universidad de Lyon, en la Universidad de París, en la Universidad Pierre y Marie Curie y en el Instituto Nacional Politécnico de Toulouse (INPT).

## Investigador y académico
Ha desarrollado nuevos catalizadores sólidos empleados en la industria petroquímica, así como innovaciones y optimizaciones de procesos existentes en dicha industria. Ha realizado estudios experimentales en el  Institut Français du Pétrole (hoy IFP Énergies nouvelles), ha colaborado para la compañía Petróleo Brasileiro, para el Instituto Mexicano del Petróleo y dirigido proyectos específicos para Petróleos Mexicanos. Es autor de 13 patentes tecnológicas. Fue precursor de un convenio de asistencia tecnológica entre Pemex y la Facultad de Química de la UNAM.
Es miembro de número de la Academia Mexicana de Ingeniería, de la Sociedad Química de México y del Instituto Mexicano de Ingenieros Químicos. Es investigador nivel III del Sistema Nacional de Investigadores.  Es miembro del Consejo Consultivo de Ciencias de la Presidencia de la República.

## Obras publicadas
Es miembro del Comité Editor Ejecutivo de la Revista Latinoamericana de Ingeniería Química de La Plata, Argentina. Ha publicado varios artículos científicos, material de divulgación y enseñanza de su materia. Montó una exposición de sus obras en el Palacio de Minería en 1996 y otra en el Instituto de Cultura de Morelos en 2001.

## Premios y distinciones
- Primer lugar del Premio de Tecnología Química del certamen Celanese Mexicana en 1978.
- Primer lugar del Premio Banamex de Ciencia y Tecnología otorgado por el Banco Nacional de México en 1981.
- Premio “Ing. Estanislao Ramírez Ruiz” a la Excelencia en la Enseñanza de la Ingeniería Química otorgado por el Instituto Mexicano de Ingenieros Químicos  en 1996.[4]
- Premio Nacional de Química “Andrés Manuel del Río” por la Sociedad Química de México en 1996.
- Premio Universidad Nacional en el área de Innovación Tecnológica y Diseño Industrial otorgado por la Universidad Nacional Autónoma de México en 2003.
- Premio Nacional de Ciencias y Artes en el área de Tecnología y Diseño otorgado por la Secretaría de Educación Pública en 2004.
- Reconocimiento al Mérito Académico por la Asociación Nacional de Facultades y Escuelas de Ingeniería (ANFEI) en 2012.[5]